# Charles H. Morgan
Charles Hill Morgan II (* 19. September 1902 in Worcester, Massachusetts; † 4. April 1984 in Northampton, Massachusetts) war ein amerikanischer Klassischer Archäologe und Kunsthistoriker.
Morgan, Sohn des wohlhabenden Unternehmers Paul Beagary Morgan (1869–1952), studierte an der Harvard University (BA 1924, MA 1925. Ph.D. 1928). Nach seiner Promotion ging er an die American School of Classical Studies in Athen. Mit dieser Institution war er sein Leben lang verbunden: 1928/29 war er Stipendiat, 1933/34 Visiting Professor, 1935/36 stellvertretender Direktor und von 1936 bis 1938 Direktor der School. Von 1950 bis 1959 war er Vorsitzender des Managing Committee der American School, im Anschluss bis 1975 Vorsitzender des Hilfsfonds, der die American School finanziell unterstützt.
Seine akademische Karriere machte er nach einer kurzen Tätigkeit als Lecturer für Klassische Archäologie am Bryn Mawr College (1929/30) am Amherst College. Ab 1930 lehrte er hier als Professor of Fine Arts Klassische Archäologie und Kunstgeschichte. Er begründete das Department of Fine Arts und baute das Museum der Universität, das Mead Art Museum, auf, das er von seiner Eröffnung 1949 bis zu seiner Emeritierung 1969 leitete.
Morgans Hauptforschungsgebiet war das antike und byzantinische Griechenland, von 1936 bis 1938 leitete er die Ausgrabungen der Agora von Korinth; er publizierte die byzantinische Keramik aus diesen Grabungen. Morgan lehrte und forschte jedoch auch auf dem Gebiet der Kunstgeschichte, so schrieb er etwa zu Michelangelo und George Bellows.

## Veröffentlichungen (Auswahl)
- Corinth Vol. XI: The Byzantine Pottery. Harvard University Press, Cambridge, Mass. 1942 (Volltext).
- The Life of Michelangelo. London,  Weidenfeld & Nicolson, London 1960.
- George Bellows. Painter of America. Reynal, New York 1965.
- The development of the art collection of Amherst college 1821–1971. Amherst 1972.